# Sara Lee Lucas
Sara Lee Lucas, egentligen Frederick Streithorst, Jr., född 17 juni 1971 i Fort Lauderdale, Florida, är före detta trummis i bandet Marilyn Manson. Hans artistnamn är bildat av företaget Sara Lee och seriemördaren Henry Lee Lucas.

## Fotnoter
1. ↑  Internet Movie Database, läst: 16 oktober 2017.[källa från Wikidata]